# Francesca Piñón
Francesca Piñón Peña (Cataluña, 27 de marzo de 1963) es una actriz y directora teatral española, especialmente conocida por su trabajo en El Ministerio del Tiempo y El cor de la ciutat.

## Trayectoria
Nació en Cataluña el 27 de marzo, Día Mundial del Teatro. Llegó al mundo de la interpretación a causa de su timidez; sus progenitores le apuntaron a hacer teatro en un casal a los 11 años. Posteriormente estudió Arte Dramático en el Instituto del Teatre de Barcelona. Al finalizar actuó en la obra Minim mal Show (1986), de Miquel Górriz y Sergi Belbel, con quien ha trabajado también en los espectáculos L'avar, Morir.
Desde sus inicios ha estado muy interesada en "experimentar y hacer cosas muy diferentes". Para ella la interpretación es como «un juego donde vivir otras vidas», se siente «muy orgullosa» de su carrera y la hace feliz ser, como se considera, una «obrera del teatro». Profesionalmente, considera que su "reto está en la dirección" y lucha contra la "preocupante realidad" que afecta a las actrices de más de cincuenta años de edad y que las condena a ser siempre "madres, monjas,... estamos al servicio de". No nos escriben una obra para nosotras, un personaje interesante. Y eso que es la mejor edad, por la experiencia adquirida».
En 1998 recibió el Premio de la Crítica de Barcelona por el montaje Olga sola (de Joan Brossa con dirección de Rosa Novell), y en 2009 el Premio a la mejor actriz en el Festival de Cine de Islantilla y el Premio a la mejor interpretación en el Festival Internacional de Cine Independiente de Elche por el cortometraje Turismo, de Mercedes Sampietro.

## Premios y reconocimientos
- 2004: Premio Butaca a la mejor actriz de reparto por "Primera plana".[4]
- 2009: Por el cortometraje Turismo, de Mercedes Sampietro, recibe el Premio a Mejor actriz en el Festival Internacional de Cine de Islantilla y el Premio a mejor interpretación femenina en el Festival Independiente de Elche ese mismo año.[5]
- 2010: Premio Butaca a la mejor actriz de reparto por El ball, basada en una novela de Irène Némirovsky.[6]

## Filmografía

### Series de televisión
| Año             | Título                        | Personaje                     | Cadena                  | Notas         |
| --------------- | ----------------------------- | ----------------------------- | ----------------------- | ------------- |
| 1988            | L'alfabet                     |                               | TV3                     | 1 episodio    |
| 1990            | Qui?                          | Silvia                        | TV3                     | 2 episodios   |
| 1992            | Teresina S.A.                 |                               | TV3                     | 2 episodios   |
| 1994            | Poblenou                      | Paquita                       | TV3                     | 2 episodios   |
| 1995            | Secrets de família            | Raquel                        | TV3                     | 2 episodios   |
| 1995            | Estació d'enllaç              | Conxita                       | TV3                     | 1 episodio    |
| 1997            | Para qué sirve un marido      | Peluquera 2 / Amanda          | La 1                    | 2 episodios   |
| 1997            | El show de la Diana           | Clienta / mare gos            | TV3                     | 3 episodios   |
| 1997            | El joc de viure               | Marisa                        | TV3                     | 29 episodios  |
| 1999            | La memòria dels Cargols       | Constança                     | TV3                     | 26 episodios  |
| 2001            | Plats bruts                   | Maria Dolors                  | TV3                     | 1 episodio    |
| 2001-2002       | Des del balcó                 | Lluïsa                        | TV3                     | 6 episodios   |
| 2002            | Majoria absoluta              | Recepcionista de inmobiliaria | TV3                     | 3 episodios   |
| 2002            | Psico express                 |                               | TV3                     | 1 episodio    |
| 2003            | La Mari                       | Hermana Celeste               | Canal Sur / TV3         | 2 episodios   |
| 2003            | Jet lag                       | Mujer policía                 | TV3                     | 2 episodios   |
| 2005            | L'un per l'altre              | Tutusaus                      | TV3                     | 1 episodio    |
| 2006-2007       | El cor de la ciutat           | Virgínia                      | TV3                     |               |
| 2006            | Camping                       | Antonia Garcés                | TV3                     | TV Movie      |
| 2009            | La Mari 2                     | Hermana Celeste               | Canal Sur / TV3         | 2 episodios   |
| 2010            | La Riera                      | Psicóloga                     | TV3                     | 3 episodis    |
| 2010-2011       | Amar en tiempos revueltos     | Pilar                         | La 1                    |               |
| 2011-2014       | Kubala, Moreno i Manchón      | Marga                         | TV3                     | 39 episodios  |
| 2014            | La que se avecina             | Jueza                         | Telecinco               | 2 episodios   |
| 2015            | 13 dies d'octubre             | Neus Companys                 | TV3                     | TV Movie      |
| 2015-2017; 2020 | El Ministerio del Tiempo      | Angustias Vázquez             | La 1                    | 43 episodios  |
| 2016            | Tiempo de confesiones         | Angustias Vázquez             | Playz                   | 6 episodios   |
| 2019-2020       | Cuéntame cómo pasó            | Sor Teresa                    | La 1                    | 2 episodis    |
| 2022            | Desaparecidos                 | Elia                          | Prime Video / Telecinco | 1 episodio    |
| 2022            | Sis nits d'agost              | Núria Roig                    | TV3                     | TV Movie      |
| 2022            | Fácil                         | Tía Montserrat                | Movistar Plus+          | 5 episodios   |
| 2023            | 4 estrellas                   | Cuca Sampedro                 | La 1                    | 101 episodios |
| 2023            | Los artistas: primeros trazos | Carmen                        | Vix                     | 1 episodio    |

### Cine
| Año  | Título                                                                         | Personaje                           | Medio                | Notas |
| ---- | ------------------------------------------------------------------------------ | ----------------------------------- | -------------------- | --- |
| 1988 | Daniya, jardín del harem                                                       |                                     | Película             | |
| 2001 | El paraíso ya no es lo que era                                                 | Fermina                             | Película             | |
| 1989 | Verònica L. Una dona al meu jardí                                              |                                     |                      | |
| 2003 | Platillos volantes                                                             | Vecina 2                            | Película             | |
| 2004 | Sévigné                                                                        | Romy Sallés                         | Película             | |
| 2006 | El perfume: historia de un asesino (Das Parfum - Die Geschichte eines Mörders) | Esposa del propietario de la posada | Película             | |
| 2007 | Fuerte Apache                                                                  |                                     | Película             | |
| 2008 | Turismo                                                                        | Mujer con el ojo tapado             | Cortometraje         | Premio a la mejor actriz en el Festival de Cine de Islantilla Premio a la mejor interpretación en el Festival Internacional de Cine Independente de Elche |
| 2008 | Sing for Darfur                                                                |                                     | Película             | |
| 2012 | Insensibles                                                                    | Enfermera veterana                  | Película             | |
| 2012 | Mentiders                                                                      |                                     | Película             | [ 7 ] |
| 2015 | Paco Candel, l'altre català                                                    | La Coné                             | Telefilme documental | |
| 2015 | El testament de la Rosa                                                        | Ella misma                          | Documental           | [ 8 ] |
| 2017 | Incerta glòria                                                                 | Esposa del alcalde nacional         | Película             | |
| 2019 | La vida sense la Sara Amat                                                     |                                     | Película             | |
| 2020 | Las niñas                                                                      | Madre Consuelo                      | Película             | |
| 2020 | La fiesta no es para feos                                                      | Neus Ferrer                         | Película             | |
| 2020 | La vampira de Barcelona                                                        | Sor Engracia                        | Película             | |

## Teatro
| Año       | Título                                 | Teatro                                                                                               | Dramaturgia / Texto                                        | Dirección                       | Notas                                      |
| --------- | -------------------------------------- | --- | ---------------------------------------------------------- | ------------------------------- | ------------------------------------------ |
| 1988      | Minim.mal Show                         | Teatre Romea (Barcelona)                                                                             | Miquel Górriz y Sergi Belbel                               | Sergi Belbel                    | [ 9 ]                                      |
| 1990      | Quatre dones i el sol                  | Teatre Romea (Barcelona)                                                                             | Jordi Pere Cerdà                                           | Ramon Simó                      | [ 10 ]                                     |
| 1994      | Tres dones: un poema per a tres veus   | Sala Beckett (Barcelona)                                                                             | Sylvia Plath (texto)                                       | Calixto Bieito                  | Lectura dramatizada                        |
| 1994      | A la meta                              | Teatre Adrià Gual (Barcelona)                                                                        | Thomas Bernhard                                            | Xavier Albertí                  | [ 12 ]                                     |
| 1996-1997 | L'avar                                 | Centro Cultural de la Caixa de Terrassa Centro Cultural de Sant Cugat Teatro Conservatori de Manresa | Molière                                                    | Sergi Belbel                    | [ 13 ]                                     |
| 1998      | Olga sola                              | La Seca (Barcelona)                                                                                  | Joan Brossa                                                | Rosa Novell                     | Premio de la Crítica de Barcelona          |
| 1998      | Morir                                  | Centre Dramàtic de la Generalitat de Catalunya                                                       | Sergi Belbel                                               | Sergi Belbel                    | [ 15 ]                                     |
| 2000      | La confessió o l'esca del pecat        | Espai Escènic Joan Brossa (Barcelona)                                                                | Josep Palau i Fabre                                        | Hermann Bonnín                  | [ 16 ]                                     |
| 2000      | La plaça dels herois                   | TNC (Barcelona)                                                                                      | Thomas Bernhard                                            | Ariel García Valdés             | [ 17 ]                                     |
| 2001      | La dona incompleta                     | Sala Beckett (Barcelona)                                                                             | David Plana                                                | Sergi Belbel                    | [ 18 ]                                     |
| 2001      | Madre (el drama padre)                 | Teatro La Latina y CDN (Madrid)                                                                      | Jardiel Poncela                                            | Sergi Belbel                    | [ 19 ] [ 20 ]                              |
| 2002      | Fedra                                  | Festival Griego                                                                                      | Jean Racine                                                | Joan Ollé                       | [ 21 ]                                     |
| 2003      | Primera plana                          | TNC (Barcelona)                                                                                      | Texto de Ben Hecht y Charles MacArthur                     | Sergi Belbel                    | [ 22 ]                                     |
| 2004      | Dissabte, diumenge i dilluns           | TNC (Barcelona)                                                                                      | Eduardo De Filippo                                         | Sergi Belbel                    | [ 23 ]                                     |
| 2005      | Raccord                                | TNC (Barcelona), Cine Rialto (Valencia)                                                              | Rodolf Sirera                                              | Carme Portaceli                 | [ 24 ] [ 25 ]                              |
| 2008      | Borís Godunov                          | TNC (Barcelona), Teatro María Guerrero (Madrid)                                                      | David Plana (texto); David Plana y Àlex Ollé (dramaturgia) | David Plana y Àlex Ollé         | con La Fura dels Baus                      |
| 2010      | El baile                               | Teatro Valle-Inclán (Madrid)                                                                         | Irène Némirovsky                                           | Sergi Belbel                    | Premio Butaca a la mejor actriz de reparto |
| 2013      | Atraco, paliza y muerte en Agbanäspach | TNC (Barcelona)                                                                                      | Marcel Borràs y Nao Albet                                  | Marcel Borràs y Nao Albet       | [ 30 ]                                     |
| 2014      | El caballero de Olmedo                 | Teatre Lliure (Barcelona)                                                                            | Lope de Vega                                               | Lluís Pasqual                   | [ 31 ]                                     |
| 2016      | A teatro con Eduardo                   | Teatre Lliure (Barcelona)                                                                            | Eduardo De Filippo                                         | Lluís Pasqual                   | [ 32 ]                                     |
| 2018      | El ángel exterminador                  | Teatro Español (Madrid)                                                                              | Luis Buñuel (texto); Fernando Sansegundo (dramaturgia)     | Blanca Portillo                 | [ 33 ]                                     |
| 2018      | L'omissió de la família Coleman        | Teatre Romea (Barcelona)                                                                             | Claudio Tolcachir                                          | Claudio Tolcachir               | [ 34 ]                                     |
| 2018      | Carola                                 | Teatre La Gleva (Barcelona)                                                                          | Maria Aurèlia Capmany (texto)                              | Francesca Piñón                 | [ 35 ]                                     |
| 2019      | La agente literaria                    | Royal Hideway Hotel (Formentor)                                                                      | Sergio Vila-Sanjuán                                        | Manel Dueso                     | [ 36 ]                                     |
| 2019      | Èxit                                   | Aquitània Teatre y Eixample Teatre (Barcelona)                                                       | Agustí Franch                                              | Agustí Franch y Òscar Contreras | [ 37 ]                                     |
| 2020      | La dona trencada                       | TNC (Barcelona)                                                                                      | Simone de Beauvoir (texto)                                 | Francesca Piñón                 | Espai: Francesca Piñón                     |
| 2021      | Atraco, paliza y muerte en Agbanäspach | Teatro María Guerrero (Madrid)                                                                       | Marcel Borràs y Nao Albet                                  | Marcel Borràs y Nao Albet       | [ 39 ]                                     |
| 2021      | La dona trencada                       | Sala Atrium (Barcelona)                                                                              | Simone de Beauvoir (texto)                                 | Francesca Piñón                 | Espai: Francesca Piñón                     |
| 2021      | L'habitació blanca                     | Sala Flyhard (Barcelona)                                                                             | Josep Maria Miró                                           | Lautaro Perotti                 | [ 2 ] [ 41 ]                               |
| 2022      | Crim i càstig                          | Teatre Lliure (Barcelona)                                                                            | Fiódor Dostoyevski (texto); Pau Carrió (dramaturgia)       | Pau Carrió                      | [ 42 ]                                     |